# Johann Wilkens
Johann Wilkens, nicht Wilckens, (* 19. Dezember 1762 in Bremen; † 27. Juli 1815 in Vegesack) war ein Jurist und Bremer Senator.

## Biografie
Wilkens  war der Sohn des Ratsherrn Hermann Wilkens (1719–1774) und seiner Frau Anna Sophie (17??–1783)
 
Er war unverheiratet. Seine Familie wohnte seit vor 1600 als Leinenweber in Bremen.
Er absolvierte seine Schulzeit in Bremen, ab 1779 am Gymnasium Illustre in Bremen. Er studierte ab 1781 Rechtswissenschaften an der Universität Göttingen und er promoviert 1786 in Göttingen zum Dr. jur. 
Von 1788 bis 1809 war er als Nachfolger von Christian Nicolaus Schöne Bremer Senator.